# Wendy Hoopes
Wendy Hoopes (Kuala Lumpur, 4 november 1972) is een in Maleisië geboren Amerikaanse actrice.

## Biografie
Hoopes werd geboren in Kuala Lumpur in een gezin als vierde van vijf kinderen. Zij bracht haar jeugd door in Maleisië en de Verenigde Staten. Ze studeerde aan New York University, waar ze een bachelor of fine arts-graad behaalde.

## Filmografie

### Films
Uitgezonderd korte films.
- 2014 Captain America: The Winter Soldier - als dokter
- 2011 The Sitter – als Bethany
- 2002 Daria in 'Is It College Yet?' – als Jane Lane / Helen Barksdale Morgendorffer / Quinn Morgendorffer (stemmen)
- 2002 Daria: Look Back in Annoyance – als Jane Lane (stem)
- 2000 Daria in 'Is It Fall Yet?' – als Jane Lane / Helen Barksdale Morgendorffer / Quinn Morgendorffer (stemmen)
- 2000 Calling Bobcat– als Monica
- 2000 101 Ways (The things a girl will do to keep her Volvo) – als Watson
- 2000 Killing Cinderella – als Liz
- 1998 Better Living – als Gail
- 1997 Private Parts – als Elyse
- 1996 Never Give Up: The Jimmy V Story – als oudere Nicole Valvano

### Televisieseries
Uitgezonderd eenmalige gastrollen.
- 2006 – 2007 Brotherhood – als Fiona Cork – 4 afleveringen
- 2004 – 2005 LAX – als Betty – 11 afleveringen
- 1997 – 2001 Daria – als Jane Lane / Helen Barksdale Morgendorffer / Quinn Morgendorffer (stemmen) – 65 afleveringen

### Computerspellen
- 2012 Max Payne 3 – als Mona Sax
- 2003 Max Payne 2: The Fall of Max Payne – als Mona Sax
- 2000 Daria's Inferno – als Jane Lane / Helen Barksdale Morgendorffer / Quinn Morgendorffer